# José Luis Pineda
José Luis Pineda Aragón (né le 19 mars 1975 à San Pedro Sula au Honduras) est un joueur de football international hondurien, qui évoluait au poste de milieu de terrain.

## Biographie

### Carrière en sélection
Avec l'équipe du Honduras, il joue 52 matchs (pour 4 buts inscrits) entre 1996 et 2004. Il figure notamment dans le groupe des sélectionnés lors des Gold Cup de 1996 et de 2000.
Il joue également deux matchs comptant pour les tours préliminaires de la coupe du monde 2002.

## Palmarès
- Champion du Honduras en 1996, 1997, 1999 (C), 2000 (A), 2002 (A), 2004 (C), 2005 (C), 2005 (A), 2006 (C) avec le CD Olimpia